# سيزار بالداكيني
سيزار بالداكيني (فرنسية: César Baldaccini) (من 1 يناير 1921- 6 ديسمبر 1998) نحات فرنسي ولد في مدينة مارسيليا وتوفي في باريس.
هو من صنع تمثال سيزر الذي يقدم في حفل توزيع جوائز سيزر المختصة بالسينما الفرنسية.

## روابط خارجية
- سيزار بالداكيني على موقع IMDb (الإنجليزية)
- سيزار بالداكيني على موقع الموسوعة البريطانية (الإنجليزية)
- سيزار بالداكيني على موقع مونزينجر (الألمانية)
- سيزار بالداكيني على موقع ألو سيني (الفرنسية)
- سيزار بالداكيني على موقع قاعدة بيانات الفيلم (الإنجليزية)